# Cold as Ice (album)
Pour les articles homonymes, voir Cold as Ice.
Singles
1. Stand Up
Sortie : 1999

Cold as Ice est un album promotionnel de Charli Baltimore, sorti le 3 août 1999.
Cet opus devait être intitulé To Hell & Back et devait être publié le 28 avril 1999. En raison de sa diffusion promotionnelle, Cold as Ice n'a pas connu le succès, à l'exception du single Stand Up qui s'est classé à la 9e place du Hot Rap Singles.
En 2001, il a été révélé qu'Irv Gotti avait produit deux titres pour l'album, en 1998, qui n'ont pas été retenu sur la version finale.

## Liste des titres
| No  | Titre | Contient un (des) sample(s) de | Durée |
| --- | --- | --- | ----- |
| 1.  | Intro | | 1:30  |
| 2.  | Angel Dust (Produit par Lance « Un » Rivera)                                                                                | | 2:03  |
| 3.  | Stand Up (featuring Ghostface Killah – Produit par RZA)                                                                     | Me and My Baby Got Our Own Thing Going de Lyn Collins We Want to Parrty, Parrty, Parrty de Lyn Collins Étude op. 10, nº 12 de Frédéric Chopin | 4:51  |
| 4.  | Keep It Real (featuring Cam'ron – Produit par Lance « Un » Rivera)                                                          | | 3:56  |
| 5.  | Pull the Alarm (featuring Billy Lawrence – Produit par Lance « Un » Rivera)                                                 | | 4:01  |
| 6.  | Everybody Wanna Know (Produit par DJ Premier)                                                                               | Take Him (You Can Have My Man) de Jean Knight | 4:13  |
| 7.  | Welcome to the Tunnel (Interlude)                                                                                           | | 1:24  |
| 8.  | Motherfuckas Don't Want It (featuring Tony Dutch, Ace Spade et Boobonic – Produit par Lance « Un » Rivera)                  | | 4:04  |
| 9.  | Pimp Da 1 U Luv (featuring 8 Ball et Rodney Ellis – Produit par T-Mix)                                                      | | 4:09  |
| 10. | Feel It (Produit par Teddy Riley)                                                                                           | Can You Feel It des Jacksons | 4:05  |
| 11. | Money (Produit par Clark Kent)                                                                                              | For the Love of Money des O'Jays | 4:38  |
| 12. | Thorough Bitches (featuring The Lady of Rage, Gangsta Boo, Queen Pen, Da Brat et Scarlet – Produit par Lance « Un » Rivera) | Bouncy Lady de Pleasure | 4:48  |
| 13. | Infamous (featuring Mobb Deep et Mike Delorian – Produit par Havoc)                                                         | | 3:55  |
| 14. | They (Produit par RZA) | | 3:48  |
| 15. | Say Your Prayers (Interlude)                                                                                                | | 1:11  |
| 16. | Have It All (featuring Jeni Fujita et Miss Jones – Produit par John Forté)                                                  | | 4:00  |
| 17. | NBC (featuring Cam'ron et Noreaga – Produit par Darrell « Digga » Branch et Lance « Un » Rivera)                            | | 4:00  |
| 18. | Making Love (featuring Brotha – Produit par Lance « Un » Rivera)                                                            | | 3:50  |
| 19. | Wake Up Bitch (Interlude)                                                                                                   | | 0:43  |
| 20. | 30 Miles From Baltimore (featuring Brotha – Produit par Lance « Un » Rivera)                                                | | 4:50  |
| 21. | Outro | | 0:44  |
| 22. | Horse & Carriage (Remix) (Interprété par Cam'ron featuring Big Pun, Charli Baltimore, Wyclef Jean et Silkk the Shocker)     | Night Court Theme de Jack Elliott Theme From Mahogany (Do You Know Where You're Going To) de Diana Ross That's the Way (I Like It) de KC and the Sunshine Band Still Not a Player de Big Pun featuring Joe It Ain't My Fault de Silkk the Shocker featuring Mystikal | 4:47  |